# Игнатий II (епископ Ростовский)
Епископ Игнатий II (ум. 1364) — епископ Русской церкви, епископ Ростовский.
Об епископе Игнатии сведений сохранилось очень мало. Рукоположён на ростовскую кафедру митрополитом Алексием в 1356 году.
При нём, в 1363 году, по благословению преподобного Сергия Радонежского, основан Борисоглебский монастырь на Устье, в 17 вёрстах от Ростова.
Игнатий упоминается в числе свидетелей при составлении духовных грамот великого князя Ивана Ивановича.